# Дем'яново (присілок, Підосиновський район)
Дем'я́ново (рос. Демьяново) — присілок у складі Підосиновського району Кіровської області, Росія. Входить до складу Дем'яновського міського поселення.
Населення становить 9 осіб (2010, 10 у 2002).
Національний склад станом на 2002 рік — росіяни 100 %.